# 莫薩利斯克
54°29′N 34°59′E / 54.483°N 34.983°E
莫薩利斯克 （俄语：Моса́льск）是俄罗斯卡卢加州西部的一个城市，距离州府卡卢加以西82公里，2002年人口4,380人。
1231年首見於文獻，1776年建市。